# Église de Bromma
L'église de Bromma (en suédois Bromma kyrka) est une église située dans le quartier éponyme de  Bromma kyrka dans la banlieue nord-ouest de Stockholm. Construite à la fin du XIIe siècle, elle est l'un des plus anciens monuments de la capitale suédoise.

## Histoire

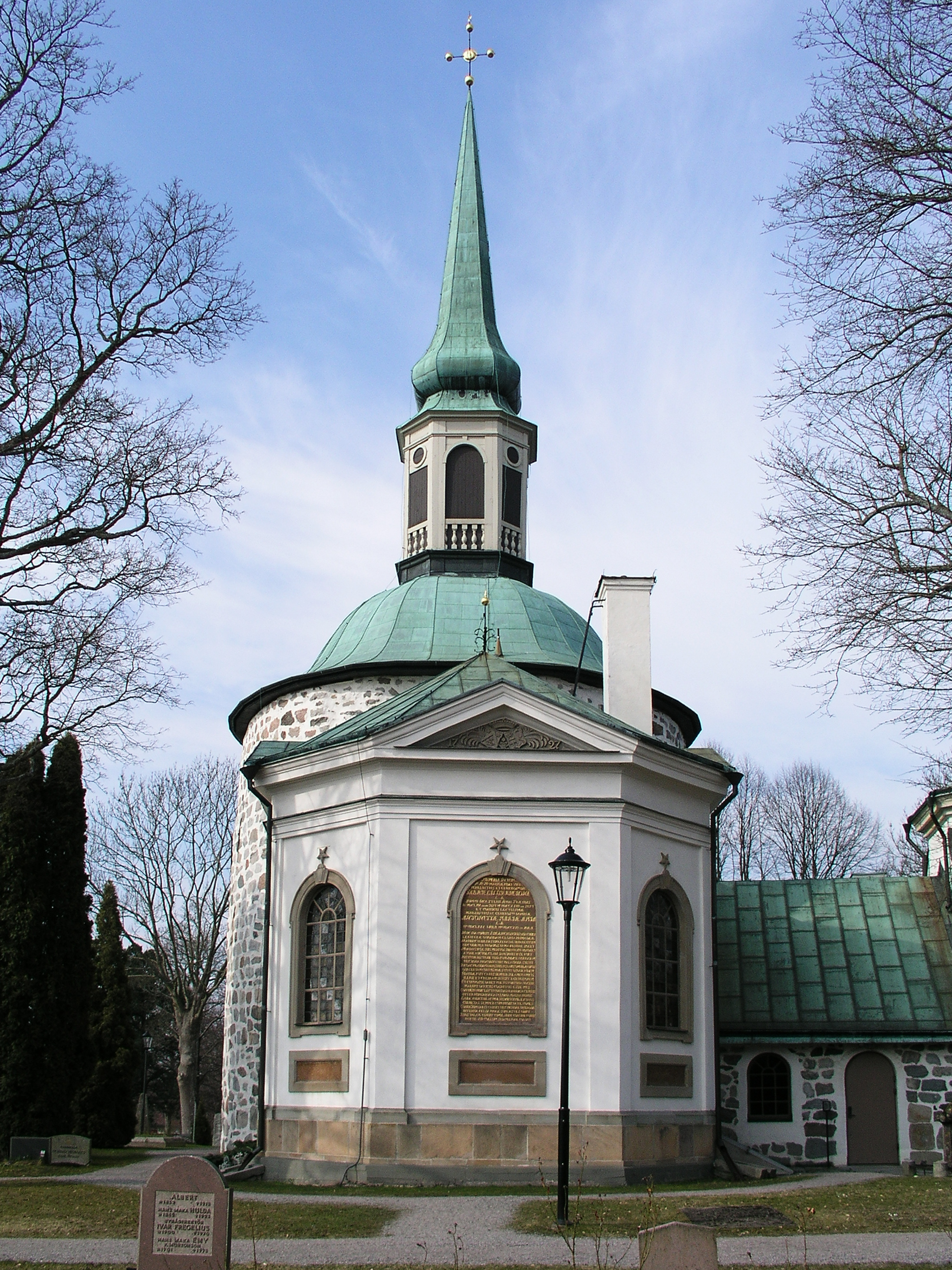
L'église en 2008.

L'église de Bromma est à l'origine une église ronde, c’est-à-dire composée d'un bâtiment de forme circulaire, sans nef. Elle est érigée dans la deuxième moitié du XIIe siècle. Deux autres églises rondes, l'église de Solna et l'église de Munsö sont construites à la même époque. Au total, il subsiste aujourd'hui huit églises rondes en Suède.
À l'origine, l'église ne comprend que le bâtiment circulaire et un chœur situé côté est. Au rez-de-chaussée se trouve l'église proprement dite, tandis que le premier étage est occupé par un abri destiné aux femmes et aux enfants. En cas d'attaque, les hommes doivent quant à eux assurer la protection du bâtiment depuis l'étage supérieur. Il n'y a pas de clocher.
La nef et la sacristie sont ajoutées vers le milieu de XVe siècle. Dans les années 1480, une quarantaine de peintures représentant des scènes bibliques sont exécutées par le peintre Albertus Pictor ou par ses élèves. Elles seront plus tard recouvertes de chaux, avant de faire l'objet d'une restauration dans les années 1905-1906.
À la fin du XVIIe siècle, de nombreux travaux de modification sont réalisés par Johannes Vultejus, prêtre de la paroisse de 1679 à 1700. C'est à cette époque que le toit, la flèche, la chaire et le retable prennent leur apparence actuelle. Johannes Vultejus fait aussi déplacer le clocher-tour, qui se trouvait précédemment dans le cimetière. Ces travaux font suite à un décret du roi Charles XI, qui ordonne que soient rénovées les églises du royaume.
En 1703, un caveau est construit au nord de la sacristie pour la famille Hjärne. Vers 1728, le chœur construit au Moyen Âge est démoli, et un nouveau chœur prend sa place. Il s'agit là encore d'un caveau, où repose Gabriel Stierncrona et sa famille. De forme triangulaire, il est édifié sur des plans du doyen de la corporation des architectes, Jonas Fristedt.